# Unimie (przystanek kolejowy)
Unimie – zlikwidowany przystanek stargardzkiej kolei wąskotorowej w Unimiu, w województwie zachodniopomorskim, w Polsce. Przystanek został zamknięty 1. lipca 1991 roku.